# Élections législatives de 1981 dans la Haute-Vienne
Les élections législatives françaises de 1981 dans la Haute-Vienne se déroulent les 14 et 21 juin 1981.

## Élus
| Circonscription | Député sortant  | Parti | Parti | Député élu ou réélu | Parti | Parti |
| --------------- | --------------- | ----- | ----- | ------------------- | ----- | ----- |
| 1re             | Hélène Constans |       | PCF   | Alain Rodet         |       | PS    |
| 2e              | Marcel Rigout   |       | PCF   | Marcel Rigout       |       | PCF   |
| 3e              | Jacques Jouve   |       | PCF   | Marcel Mocœur       |       | PS    |

## Positionnement des partis
La majorité sortante UDF-RPR-CNIP se présente sous le sigle « Union pour la nouvelle majorité », le Parti communiste  sous l'appellation « majorité d'union de la gauche » et le Parti socialiste unifié sous l'étiquette « Alternative 81 ».
Dans le département, le PS et le PCF présente des candidats dans les trois circonscriptions tout comme l'UNM, qui soutient deux candidats RPR et une UDF. Dans les 1re et 3e circonscriptions, Claude Granet et Pierre Baillot d'Estivaux, aussi membre du MSP, sont candidats dissidents et ne bénéficient donc pas du soutien de l'UNM.
Enfin, le PSU présente deux candidats dans les circonscriptions de Limoges - Saint-Léonard-de-Noblat (1re) et Limoges - Bellac (3e).

## Résultats

### Résultats à l'échelle du département
| Parti          | Parti                                        | Premier tour | Premier tour | Second tour | Second tour | Sièges |
| Parti          | Parti                                        | Voix         | %            | Voix        | %           | Sièges |
| -------------- | -------------------------------------------- | ------------ | ------------ | ----------- | ----------- | ------ |
|                | Parti socialiste                             | 68 723       | 36,58        | 87 134      | 61,85       | 2      |
|                | Parti communiste français                    | 62 740       | 33,39        | 33 483      | 23,77       | 1      |
|                | Majorité présidentielle                      | 131 463      | 69,97        | 120 617     | 85,62       | 3      |
|                |                                              |              |              |             |             |        |
|                | Rassemblement pour la République             | 35 713       | 19,01        | 20 264      | 14,38       | 0      |
|                | diss. Rassemblement pour la République (MSP) | 11 607       | 6,18         |             |             | 0      |
|                | Union pour la démocratie française           | 5 255        | 2,80         | 0           |             |        |
|                | Union pour la nouvelle majorité              | 52 575       | 27,98        | 20 264      | 14,38       | 0      |
|                |                                              |              |              |             |             |        |
|                | Extrême gauche (dont LO)                     | 1 929        | 1,03         |             |             | 0      |
|                | Parti socialiste unifié                      | 1 924        | 1,02         | 0           |             |        |
|                |                                              |              |              |             |             |        |
| Inscrits       | Inscrits                                     | 259 990      | 100,00       | 259 983     | 100,00      | 3      |
| Abstentions    | Abstentions                                  | 68 556       | 26,37        | 85 934      | 33,05       |        |
| Votants        | Votants                                      | 191 434      | 73,63        | 174 049     | 66,95       |        |
| Blancs et nuls | Blancs et nuls                               | 3 543        | 1,85         | 33 168      | 19,06       |        |
| Exprimés       | Exprimés                                     | 187 891      | 98,15        | 140 881     | 80,94       |        |

### Résultats par circonscription

#### Première circonscription (Limoges - Saint-Léonard-de-Noblat)
| Candidat       | Candidat                 | Parti          | Premier tour | Premier tour | Second tour | Second tour |  |
| Candidat       | Candidat                 | Parti          | Voix         | %            | Voix        | %           |  |
| -------------- | ------------------------ | -------------- | ------------ | ------------ | ----------- | ----------- |  |
|                | Alain Rodet élu          | PS             | 23 803       | 40,17        | 38 967      | 100,00      |  |
|                | Hélène Constans sortante | PCF            | 18 841       | 31,79        | Retrait     | Retrait     |  |
|                | Claude Granet            | RPR            | 10 212       | 17,23        |             |             |  |
|                | Lucienne Carmouze        | UDF (Rad)      | 5 255        | 8,87         |             |             |  |
|                | Angelo Campaner          | PSU            | 608          | 1,03         |             |             |  |
|                | Catherine Dumon          | LO             | 538          | 0,91         |             |             |  |
|                | P. Paju                  | CCA            | 2            | 0,00         |             |             |  |
|                |                          |                |              |              |             |             |  |
| Inscrits       | Inscrits                 | Inscrits       | 83 342       | 100,00       | 83 341      | 100,00      |  |
| Abstentions    | Abstentions              | Abstentions    | 22 872       | 27,44        | 31 105      | 37,32       |  |
| Votants        | Votants                  | Votants        | 60 470       | 72,56        | 52 236      | 62,68       |  |
| Blancs et nuls | Blancs et nuls           | Blancs et nuls | 1 211        | 2            | 13 269      | 25,4        |  |
| Exprimés       | Exprimés                 | Exprimés       | 59 259       | 98           | 38 967      | 74,6        |  |

#### Deuxième circonscription (Saint-Junien)
| Candidat       | Candidat                    | Parti          | Premier tour | Premier tour | Second tour | Second tour |  |
| Candidat       | Candidat                    | Parti          | Voix         | %            | Voix        | %           |  |
| -------------- | --------------------------- | -------------- | ------------ | ------------ | ----------- | ----------- |  |
|                | Marcel Rigout sortant réélu | PCF            | 20 469       | 38,29        | 33 483      | 62,30       |  |
|                | Daniel Nouaille             | PS             | 16 823       | 31,48        | Retrait     | Retrait     |  |
|                | Claude Madoumier            | RPR (UNM)      | 15 461       | 28,91        | 20 264      | 37,70       |  |
|                | Claudine Roussie            | LO             | 706          | 1,32         |             |             |  |
|                |                             |                |              |              |             |             |  |
| Inscrits       | Inscrits                    | Inscrits       | 71 360       | 100,00       | 71 358      | 100,00      |  |
| Abstentions    | Abstentions                 | Abstentions    | 16 954       | 23,76        | 15 145      | 21,22       |  |
| Votants        | Votants                     | Votants        | 54 406       | 76,24        | 56 213      | 78,78       |  |
| Blancs et nuls | Blancs et nuls              | Blancs et nuls | 947          | 1,74         | 2 466       | 4,39        |  |
| Exprimés       | Exprimés                    | Exprimés       | 53 459       | 98,26        | 53 747      | 95,61       |  |

#### Troisième circonscription (Limoges - Bellac)
| Candidat       | Candidat                  | Parti          | Premier tour | Premier tour | Second tour | Second tour |  |
| Candidat       | Candidat                  | Parti          | Voix         | %            | Voix        | %           |  |
| -------------- | ------------------------- | -------------- | ------------ | ------------ | ----------- | ----------- |  |
|                | Marcel Mocœur élu         | PS             | 28 092       | 37,37        | 48 167      | 100,00      |  |
|                | Jacques Jouve sortant     | PCF            | 23 430       | 31,17        | Retrait     | Retrait     |  |
|                | Pierre Baillot d'Estivaux | diss. RPR      | 11 607       | 15,44        |             |             |  |
|                | Marc Buchet               | RPR            | 10 045       | 13,36        |             |             |  |
|                | André Christophe          | PSU            | 1 316        | 1,75         |             |             |  |
|                | Daniel Mournetas          | LO             | 683          | 0,91         |             |             |  |
|                |                           |                |              |              |             |             |  |
| Inscrits       | Inscrits                  | Inscrits       | 105 288      | 100,00       | 105 284     | 100,00      |  |
| Abstentions    | Abstentions               | Abstentions    | 28 730       | 27,29        | 39 684      | 37,69       |  |
| Votants        | Votants                   | Votants        | 76 558       | 72,71        | 65 600      | 62,31       |  |
| Blancs et nuls | Blancs et nuls            | Blancs et nuls | 1 385        | 1,81         | 17 433      | 26,57       |  |
| Exprimés       | Exprimés                  | Exprimés       | 75 173       | 98,19        | 48 167      | 73,43       |  |